# 松本信之
松本信之（Nobuyuki Matsumoto、まつもとのぶゆき、1957年6月7日 - ）は、東京都出身のプログラマー。元モトクロスライダー。
1970年代に、関東モトクロス選手権に初出場。10歳の頃から自分で改造したバイクで玉川の土手を走り、世田谷周辺のバイク少年たちを圧巻する。実はモトクロスよりもトライアルの方が得意である。KAWASAKIのKXを駆って全日本転戦。20代で事故。その後、テストを受けずにロードの国際A級を受けとるが、両膝の靭帯断裂を期に現役を引退し、現在はプログラマーとして活動している。

## モトクロスライダー略歴
- 世田谷区生まれ、10歳の時に改造バイクを乗り回す。
- 2人兄弟の次男。日蓮宗の池上大坊本行寺48世である、2世養壽院日善聖人こと松本顕立は、叔父にあたる。
- 13歳の頃にスティーブ・マックイーン/マート・ローウェル/マルコム・スミスの主演映画『ON ANY SUNDAY』を鑑賞してモトクロス選手を目指すようになる。
- 16歳で関東モトクロス選手権に出場。
- 18歳の時、関東の名門東希和レーシングに所属。当時の所属メンバーは井田伊佐夫、岸眞一、小森和夫など。
- 19歳の時、1977年03月全日本選手権第1戦ジュニア250ccクラスで優勝、第2戦ジュニア250ccクラスで優勝、125ccクラスで第6位。
- 21歳の時、1978年10月全日本選手権グランプリ、ジュニア250ccクラスで優勝。
- 22歳の時、1979年全日本選手権国際B級クラス、250ccクラスで優勝、125ccクラスで第3位。